# نادي نيرو محركة قزوين
نادي نيرو محركة قزوين (بالفارسية: باشگاه فوتبال نیرومحرکه قزوین) ، هي نادي رياضي لكرة القدم، أسست عام 1985م، وكانت مقرها في مدينة قزوين الإيرانية، واعلن حل النادي عام 2009م.

## مصدر
1. ↑  :: نیرو محرکه :: نسخة محفوظة 03 مارس 2016 على موقع واي باك مشين.